# داستان‌های استانبول
داستان‌های استانبول (به ترکی استانبولی: Anlat İstanbul) یک فیلم درام بسته‌ای ترکیه‌ای به کارگردانی سلیم دمیردلن، قدرت صبانجی، اوموت اونال و امور آتای است که پنج داستان به هم پیوسته در استانبول امروزی را بر پایه داستان‌های سفیدبرفی، سیندرلا، نی‌نواز هاملین، زیبای خفته و شنل‌قرمزی روایت می‌کند. این فیلم که در ۱۱ مارس ۲۰۰۵ پخش شد جوایز متعددی را، از جمله عنوان بهترین فیلم در ۲۴مین جشنواره بین‌المللی فیلم استانبول، به دست آورد.